# Gamma2 Normae
Gamma2 Normae (γ2 Normae) é a estrela mais brilhante da constelação de Norma. Com uma magnitude aparente visual de 4,02, pode ser vista a olho nu em locais sem poluição luminosa excessiva. De acordo com medições de paralaxe pela sonda Gaia, está localizada a uma distância de aproximadamente 138 anos-luz (42 parsecs) da Terra. Um componente do disco fino da Via Láctea, possui uma velocidade espacial, em relação ao sistema local de repouso, de (U, V, W) = (-27, 0, 21) km/s.
Com um tipo espectral de K0III (também já dado como G8III), esta é uma estrela gigante amarelada com cerca de 2,16 vezes a massa do Sol que se expandiu para um diâmetro de 11,4 vezes o solar. É uma estrela do red clump, uma população de estrelas gigantes no diagrama HR que produzem energia pela fusão de hélio no seu núcleo. Está irradiando 57,7 vezes a luminosidade solar de sua fotosfera a uma temperatura efetiva de aproximadamente 4 700 K. Possui uma alta metalicidade, a abundância de elementos mais pesados que hélio, com uma proporção de ferro 70% maior que a do Sol.
O segundo lançamento de dados da sonda Gaia identificou uma estrela companheira a uma separação angular de cerca de 20 segundos de arco, que possui uma magnitude de 16,2 (magnitude Gaia) e distância e movimento próprios semelhantes aos da primária. A posição dessa estrela no diagrama HR, com baixa luminosidade e coloração pouco avermelhada, indica que ela é uma anã branca. Anteriormente, uma estrela de magnitude 10,1 a uma separação de 44,9 segundos de arco já foi considerada uma possível companheira física, mas ela está muito mais distante.